# Ivars Cinkuss
Ivars Cinkuss (* 15. Juli 1969 in Riga) ist ein lettischer Dirigent, Sänger und Musikpädagoge. Er ist seit 1996 Leiter des Männerchors der Technischen Universität Riga „Gaudeamus“ und seit 2003 einer der Chefdirigenten des Lettischen Liederfests.

## Leben

### Tätigkeit als Dirigent
Ivars Cinkuss erhielt seine musikalische Ausbildung in der Chorklasse der Emīls-Dārziņš-Musikschule (Abschluss 1987), an der Musikakademie Lettlands Jāzeps Vītols (Abschluss 1992) und am Westminster Choir College in Princeton (Klasse von Joseph Flummerfelt, Abschluss 1995).
Seine Tätigkeit als Dirigent führte Cinkuss in viele Staaten Europas, in die USA, nach Australien, Südafrika und China, oft mit dem Männerchor „Gaudeamus“. Er gastierte unter anderem im Wiener Musikverein, in der Konzerthalle der Verbotenen Stadt in Peking, in der Roy Thomson Hall in Toronto, in Notre Dame de Paris, im John F. Kennedy Center for the Performing Arts in Washington, D.C. und im Haydnsaal von Schloss Esterházy in Eisenstadt. Neben dem Männerchor „Gaudeamus“ leitet Cinkuss seit 2007 den gemischten Chor „Cantus Fortis“. Er ist seit 2003 einer der Chefdirigenten des lettischen Liederfests, das von der UNESCO als Teil des immateriellen Weltkulturerbes anerkannt ist. In diesem Rahmen ist Cinkuss auch zuständig für die Chöre der Region Nord-Vidzeme und die Männerchöre der Stadt Riga. Gemeinsam mit Aira Birziņa war Cinkuss musikalischer Leiter des Abschlusskonzerts des 25. Lettischen Liederfests 2013.
Als Dirigent hat Cinkuss unter anderem mit dem Staatschor „Latvija“, dem lettischen Rundfunkchor, dem Symphonieorchester Liepāja, dem „Collegium Musicum Rīga“, dem Kammerorchester „Rīgas kamermūziķi“ und dem Lettischen Philharmonischen Kammerorchester zusammengearbeitet.
Bedeutsame Dirigate:
- Georg Friedrich Händels „Messiah“
- Maija Einfeldes „Un Dievs nožāvēs visas asaras…“ (Uraufführung)[6]
- Uģis Prauliņš’ „Venus et Amor“[7] und desselben „Opera Ficta"[8] (Uraufführung)
- Henry Purcells Oper „Dido and Aeneas“[9]
- Wolfgang Amadeus Mozarts Requiem[10] und desselben Große Messe in c-Moll (KV 427)
- Johann Sebastian Bachs h-Moll-Messe[11] und desselben Magnificat[12]
- Nic Gothams Zyklus „Sapņu pīpe“ (Uraufführung)
- Arvo Pärts „Johannespassion“[13]

Für seine Verdienste um die lettische Chorkunst – besonders für seine Interpretation von Henry Purcells Oper „Dido and Aeneas“ und für seine Unterstützung der Chorbewegung – hat Cinkuss 2006 Auszeichnungen des Kulturministeriums der Republik Lettland und der Stadt Riga erhalten.

### Weitere musikalische Tätigkeiten
Als Stimmpädagoge hat Cinkuss an der Chorschule des Rigaer Doms (1995–1998), der Musikschule Ventspils und als Privatlehrer gearbeitet. Im Rahmen von Meisterklassen und Seminaren in Lettland, Deutschland, England, Schweden, den USA, Kanada, Australien und Luxemburg hat Cinkuss Stimmbildung und Chorleitung gelehrt sowie Einführungen in die lettische Kultur- und Musikgeschichte gehalten. Als Juror hat Cinkuss an zahlreichen internationalen Chorwettbewerben mitgewirkt.
Neben seiner Tätigkeit als Dirigent übernimmt Cinkuss durchgängig Bariton-Solopartien sehr unterschiedlichen musikalischen Charakters, mit Schwerpunkten auf dem Barock und auf zeitgenössischer lettischer Kammermusik. Seit 2008 ist er Teil des Ethnofolk-Trios „Šmite Kārkle Cinkuss“, mit dem er in unterschiedlichen Staaten Europas, in den USA, Kanada und Australien aufgetreten ist. In Luxemburg wird er besonders für seine Interpretation von Uģis Prauliņš’ „Veltījums“ und Eric Claptons „Wonderful Tonight“ geschätzt.
Als Schauspieler und Sänger hat Cinkuss an einer Reihe von Musical-, Opern- und Schauspielproduktionen sowie an dem Film Ķīlnieks von Laila Pakalniņa mitgewirkt, in dem er sich selbst spielt. Zu seinen letzten Rollen zählen:
- König in Gelsomino in the Land of Liars (Musical, Regie: Dace Micāne)
- Geist in Ieklausies (Musical, Regie: Dace Micāne)
- Goldschmied in Mystery of Riga (Musical, Regie: Dace Micāne)
- Principal He in Red over Black (musikalische Poesie-Performance, Regie: Cathy Boyd, Schottland)
- Chef in Fruits of the Earth (Kammeroper, Reige: Baņuta Rubess)
- Aeneas in Glābšanās no Trojas (Schauspiel, Regie: Baņuta Rubess)
- Schreiber in Mērnieku laiki (Schauspiel, Regie: Viesturs Kairišs)
- Geschäftsmann in Oh, Pilot (Kammeroper, Regie: Baņuta Rubess)
- Ivars Cinkuss in Ķīlnieks (Spielfilm, Regie: Laila Pakalniņa)